# Maison, 2 place du Martray à La Roche-Derrien
La maison, 8 place du Martray (confusion avec celle enregistrée dans la base Mérimée au n°2) est située à La Roche-Derrien, dans la commune nouvelle de La Roche-Jaudy  en France.

## Localisation
La maison est située sur le territoire de la commune de La Roche-Jaudy, 8 place du Martray, dans le département  des Côtes-d'Armor, en région Bretagne.

## Description
Maison en pans de bois entièrement recouverte en ardoises dont la disposition forme des dessins, et comportant deux étages en encorbellement l'un sur l'autre. La sablière du plancher du deuxième étage est moulurée et ornée de godrons. La façade principale en pan-de-bois était autrefois recouverte d'ardoises. Une restauration récente a restitué la structure et le décor de celui-ci. La sablière du plancher du deuxième étage est moulurée et ornée de godrons.

## Historique
La maison est inscrite partiellement (façade) au titre des monuments historiques par arrêté du 20 janvier 1926.

## Galerie

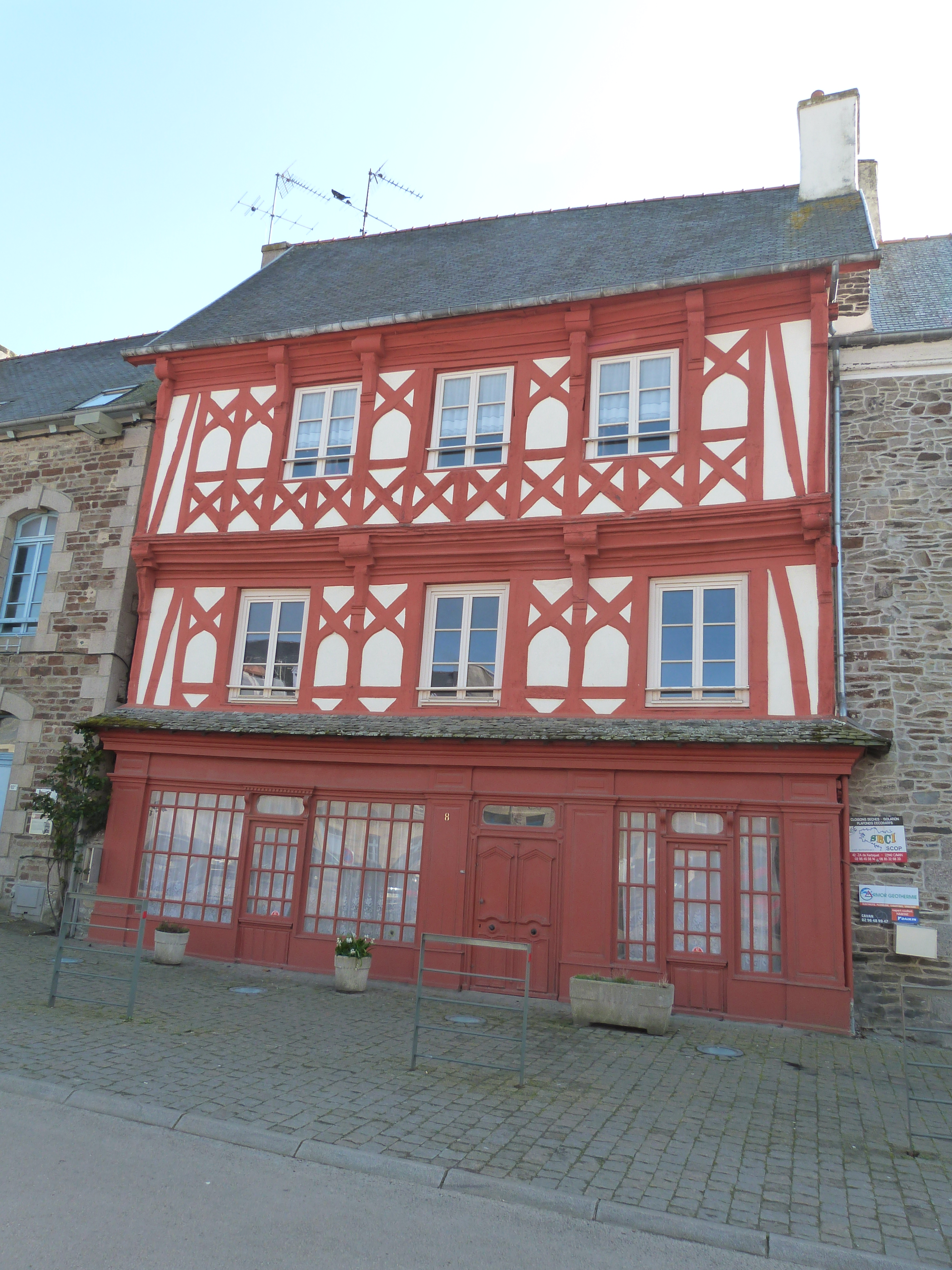
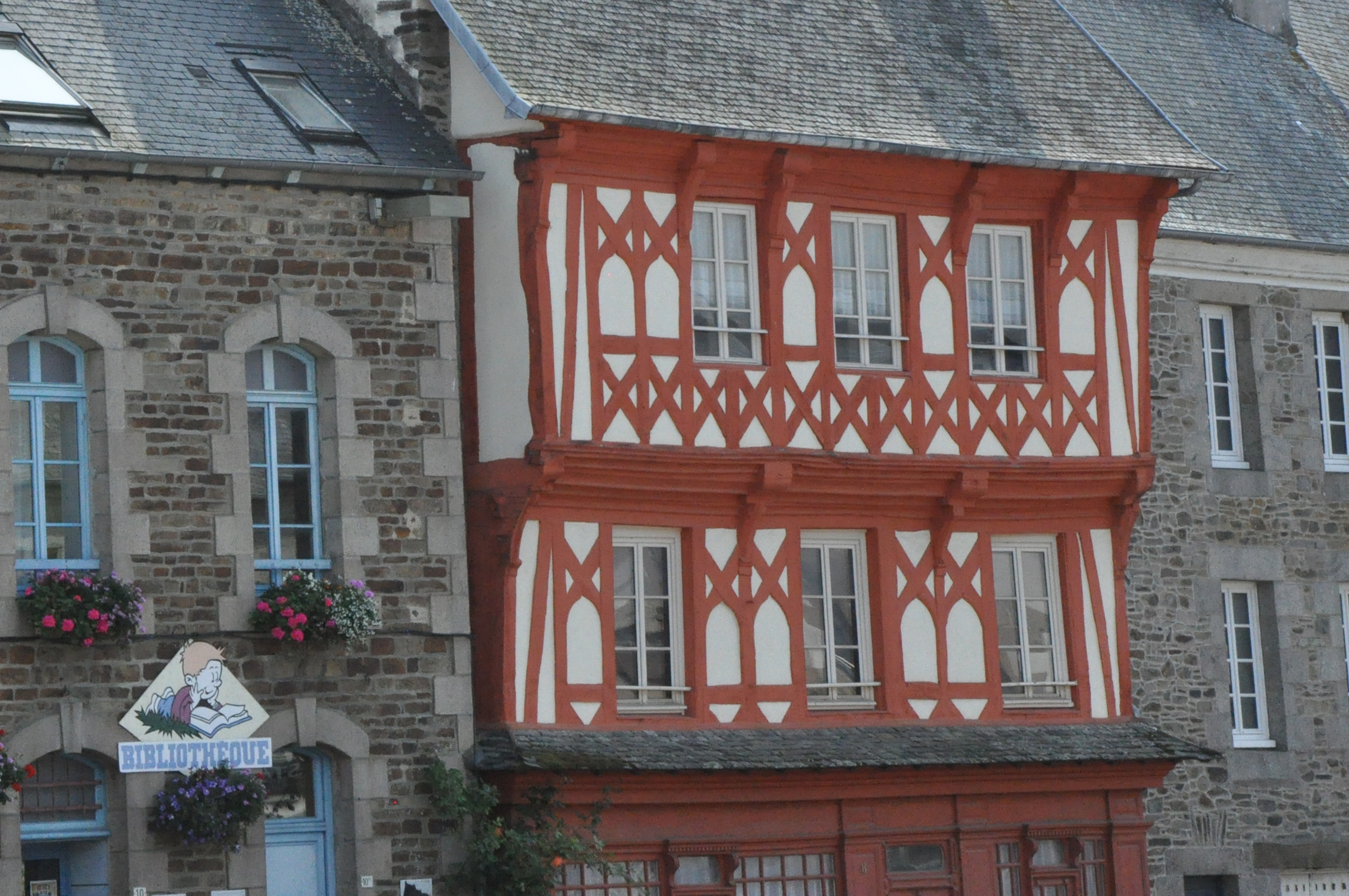
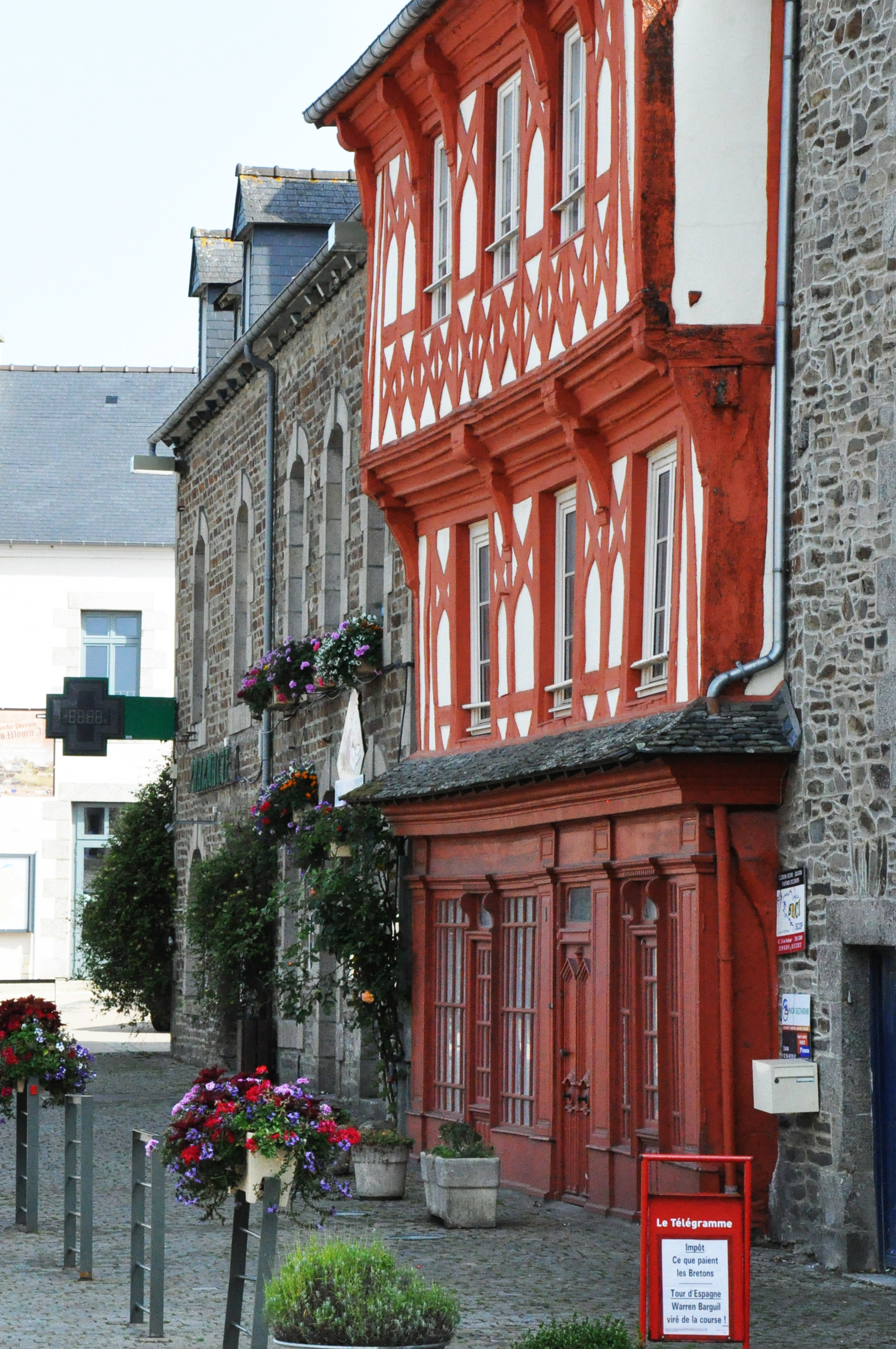
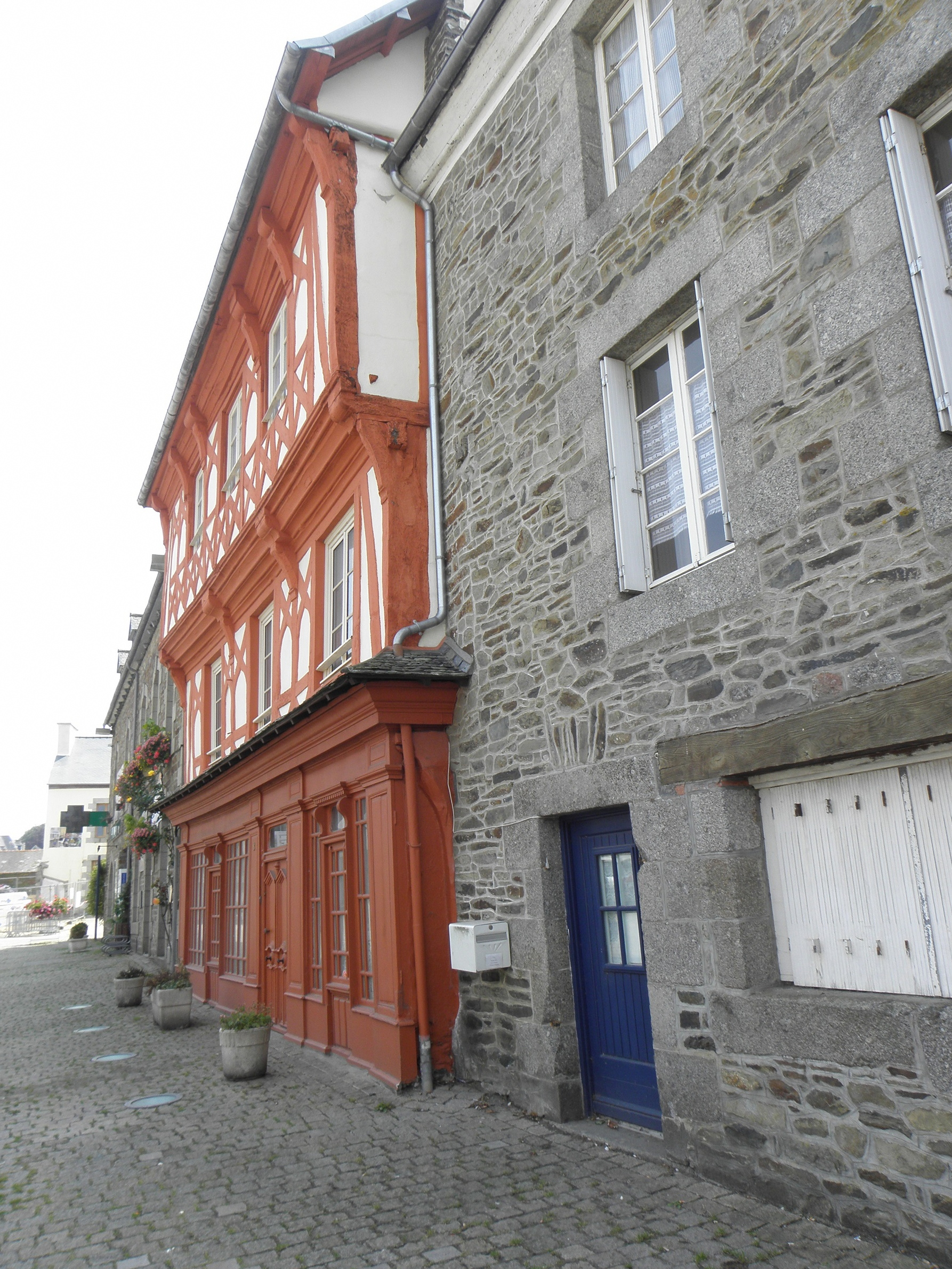